# Peter C. Gøtzsche
Peter Christian Gøtzsche, född 26 november 1949, är en dansk läkare, forskare och författare. Gøtzsche är specialistläkare inom internmedicin och professor i klinisk försöksdesign och analys vid Köpenhamns universitet. Han är en av grundarna av Cochrane-samarbetet och var tidigare föreståndare för dess nordiska gren i Köpenhamn.